# Aarhus Efterskole
Aarhus Efterskole blev oprettet i 1978 under navnet Unge Hjems Efterskole. I 2012 skiftede skolen navn til det nuværende, i forbindelse med at Unge Hjem-bevægelsen blev nedlagt på landsplan. Tidligere var der også højskole på stedet. Den blev oprettet i 1961 under navnet Unge Hjems Højskole. I mange år blev der både drevet efterskole og højskole i Unge Hjems bygninger i Skåde Bakker. Højskolen måtte dog lukke i 1987, hvorefter institutionen fortsatte udelukkende som efterskole. Aarhus Efterskole bliver drevet efter inspiration fra den danske folkekirke, hvor man ønsker at møde eleverne med et kristent menneske- og livssyn. Aarhus Efterskole tilbyder både 9. og 10. klassetrin for unge mellem 14 og 18 år.
Skolens forstander er pr. 1. august 2018 tidligere redaktør på Kristeligt Dagblads forlag, Rasmus Bro Henriksen. Han afløser Bent Ole Bærenholdt på posten.